# Samantha Besson
Samantha Besson, née le 30 mars 1973 à Beyrouth, est une professeure de droit spécialiste du droit international public et droit constitutionnel européen. 
Elle est titulaire depuis 2019 de la chaire Droit international des institutions au Collège de France et professeure à temps partiel depuis 2004 à l'Université de Fribourg.

## Biographie

### Origines et études
Samantha Anne Besson naît le 30 mars 1973 à Beyrouth, au Liban,. Vaudoise d'origine par son père, elle possède également la nationalité britannique par sa mère. 
Elle étudie aux universités de Fribourg (licence en 1996 et doctorat en 1999), Oxford (Magister Juris en 1998) et Berne (thèse d'habilitation en 2004). 

### Parcours professionnel et universitaire
Après un stage en 1999 auprès de la Cour de justice de l'Union européenne, elle travaille notamment à l'université d'Oxford (2001-2003) et à l'Université de Genève (2001-2005), puis devient professeure à l'Université de Fribourg (depuis 2004). Elle a aussi enseigné aux universités de Zurich (2007-2010), Lausanne (2010), Lisbonne (2010-2019), Duke (2009), Harvard (2014), Pennsylvania (2019) et Columbia Law School.  
De 2011 à 2012, elle est résidente du Wissenschaftskolleg zu Berlin (2011-2012) et de l'Institut d'études avancées de Nantes (2017) dont elle a été membre du Conseil scientifique (2013-2021). De plus, elle a enseigné à divers titres à l'Académie de droit international de La Haye (2009-2013; 2013; 2020), et y enseignera un cours général en 2027. 
En 2019, elle est élue au Collège de France (seule femme sur les douze nominations de l'année) en tant que titulaire de la chaire de droit international des institutions. Sa leçon inaugurale, qui a lieu le 3 décembre 2020, s'intitule « Reconstruire l'ordre institutionnel international »,,,,.

### Autres mandats et fonctions
Samantha Besson est membre du Comité de l'Académie suisse des sciences humaines et sociales, et a été la première déléguée aux droits de l'homme des Académies suisses des sciences (2013-2016). 
Elle est aussi coprésidente du groupe d'étude de l'ADI/ILA sur le droit international des organisations régionales, et membre associée de l'Institut de droit international depuis 2021 et membre du comité de la Société suisse de droit international depuis 2022.

### Champs de recherche
Les recherches de Samantha Besson se situent à l'intersection du droit international général, du droit des institutions européennes et de la philosophie du droit, et se concentrent en particulier sur le droit international et européen des droits de l'homme; le droit international et européen des sources et de la responsabilité; le droit des relations extérieures suisse, comparé, régional et de l'Union européenne; le droit international et européen de la citoyenneté et la théorie démocratique,,.

## Distinctions
- 2021 : chevalière de l'Ordre national de la Légion d'honneur[24],[25].
- 2024 : doctorat honoris causa de l'université catholique de Louvain[22].

## Publications
- Samantha Besson (dir.), Consenting to International Law, Cambridge, Cambridge University Press, 2023, 362 p. (ISBN 9781009406444)
- Samantha Besson (dir.), Inventer l'Europe, Paris, Odile Jacob, 2022, 288 p. (ISBN 978-2-415-00325-8)
- (en) Samantha Besson (dir.), Theories of International Responsibility Law, Cambridge, Cambridge University Press, 2022, 400 p. (ISBN 9781009208550)
- Samantha Besson, Reconstruire l’ordre institutionnel international : Leçons inaugurales du Collège de France, Paris: Collège de France, Fayard, 2021, 96 p. (ISBN 978-2-213-71804-0)
- Samantha Besson, La due diligence en droit international, Leiden, Brill Nijhoff, 2020, 432 p. (ISBN 978-90-04-44505-5)

- Samantha Besson, Samuel Jubé (dir.), Concerter les civilisations - Mélanges en l'honneur d'Alain Supiot, Paris, Seuil, 2020, 496 p. (ISBN 978-2021440577)
- Samantha Besson, Andreas R. Ziegler, Traités internationaux (et droit des relations extérieures de la Suisse), Berne, Stämpfli, 2020, 1808 p. (ISBN 978-3-7272-2612-0)
- Samantha Besson, Droit international public : Précis de droit et résumés de jurisprudence, Berne, Stämpfli, 2019, 827 p. (ISBN 978-3-7272-1394-6).
- Samantha Besson, Droit constitutionnel européen: Précis de droit et résumés de jurisprudence, Berne, Stämpfli, 2019, 520 p. (ISBN 978-3-7272-1395-3)
- Samantha Besson, Yves Mausen, Pascal Pichonnaz (dir.), Le consentement en droit, Paris, LGDJ, 2019, 374 p. (ISBN 9783725587070)
- (en) Samantha Besson, Jean D'Aspremont (dir.), The Oxford Handbook of the Sources of International Law, Oxford, Oxford University Press, 2018, 1232 p. (ISBN 978-0-1987-4536-5)
- (en) Samantha Besson (dir.) et Nicolas Levrat (dir.), International Responsibility. Essays in Law, History and Philosophy., Zurich, Schulthess, 2017, 258 p. (ISBN 978-3-7255-8598-4)
- Samantha Besson, Nicolas Levrat, Pola Cebulak (dir.), L’Union européenne et le droit international – The European Union and International Law, Genève ; Zurich ; Bâle / Paris, Schulthess / LGDJ, 2015, 248 p. (ISBN 9783725585502)
- (mul) Samantha Besson, Andreas R. Ziegler (dir.), Égalité et non-discrimination en droit international et européen, Zurich, Schulthess, 2014, 238 p. (ISBN 978-3-7255-7053-9)
- (de) Samantha Besson, Eva Maria Belser (dir.), La Convention européenne des droits de l'homme et les cantons / Die Europäische Menschenrechtskonvention und die Kantone, Zurich, Schulthess, 2014, 348 p. (ISBN 978-3-7255-6792-8)
- (de) Samantha Besson, Stephan Breitenmoser, Marco Sassoli, Andreas R. Ziegler, Völkerrecht - Droit international public. Aide-mémoire, Zurich, Dike, 2013, 436 p. (ISBN 978-3-03751-581-5)
- Samantha Besson, Andreas R. Ziegler (dir.), Le juge en droit européen et international / The Judge in European and International Law, Zurich, Schulthess, 2013, 343 p. (ISBN 978-3-7255-6832-1)
- Samantha Besson, Nicola Levrat (dir.), (Dés)ordres juridiques européens /European Legal (Dis)orderes, Zurich, Schulthess, 2012, 290 p. (ISBN 978-3-7255-6613-6)
- Samantha Besson (dir.), La Cour européenne des droits de l'homme après le Protocole 14 / The European Court of Human Rights after Protocol 14, Zurich, Schulthess, 2011, 248 p. (ISBN 978-3-7255-6310-4)
- (en) Samantha Besson, John Tasioulas (dir.), The Philosophy of International Law, Oxford, Oxford University Press, 2010, 626 p. (ISBN 978-0-1992-0857-9)
- (en) Samantha Besson, Jose Luis Marti (dir.), Legal Republicanism: National and International Perspectives, Oxford, Oxford University Press, 2009 (ISBN 978-0-1995-5916-9)
- (en) Samantha Besson, Jose Luis Marti (dir.), Deliberative Democracy and its Discontents, Routledge, 2006, 296 p. (ISBN 978-1-1382-5714-6)
- (en) Samantha Besson, The Morality of Conflict: Reasonable Disagreement and the Law, Oxford, Hart Publishing, 2005, 624 p. (ISBN 978-1-84113-492-5)
- Samantha Besson, L'égalité horizontale: l'égalité de traitement entre particuliers. Des fondements théoriques en droit privé suisse., Fribourg, Editions Universitaires de Fribourg, 1999, 526 p. (ISBN 978-2-8271-0848-0)